# 国道25号 (フィンランド)
国道25号（フィンランド語: Valtatie 25; スウェーデン語: Riksväg 25）は、フィンランドの道路で総延長は 171 km (106 mi)。ハンコとマントサラの間をヒュヴィンカー経由で結ぶ高速道路。マントサラの後、道路は国道55号としてポルヴォーに続く。

## 概要
この道路は終点で接続している国道55号とともに、ヘルシンキ大都市圏においてバイパスを形成している。ヘルシンキ地方においては最も外側の外郭環状道路、又は第五環状道路と呼ばれることがある。

## ルート
ハンコ – ラーセポリ – ロホヤ – ヴィフティ – ヌルミヤルヴィ – ヒュヴィンカー – マントサラ